# Palazzo dei Priori (Pérouse)
Pour les articles homonymes, voir Palazzo dei Priori.
Le Palazzo dei Priori est un palais de la Commune de la ville de Pérouse dans la région de l'Ombrie en Italie. 
Il donne d'un côté sur la Piazza IV Novembre, de l'autre sur le Corso Vannucci jusqu'à la Via Boncampi.

## Historique
Le Palazzo dei Priori fut édifié entre 1293 et 1443, en style gothique, et son porche d'entrée  est orné de statues d'un griffon et d'un lion (originaux dans la première salle).
Il est aujourd'hui le siège de la municipalité de Pérouse et accueille à partir du troisième étage, la Galerie nationale de l'Ombrie dont les collections, en particulier de l'école siennoise, sont remarquables.

## Galerie

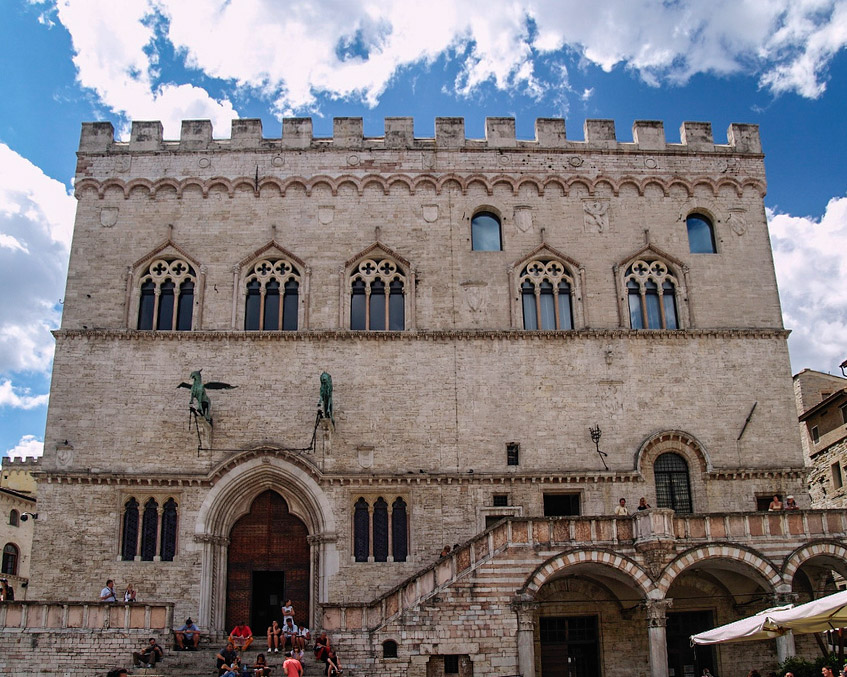
Façade donnant sur le Duomo San Lorenzo
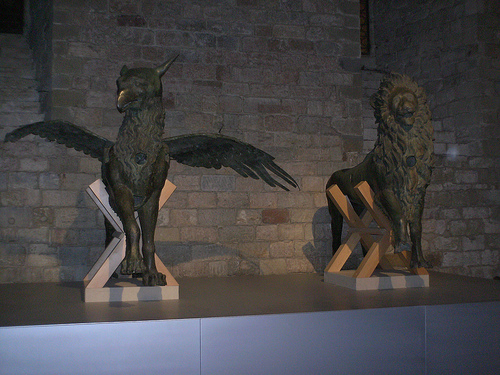
Originaux des statues de la façade précédente
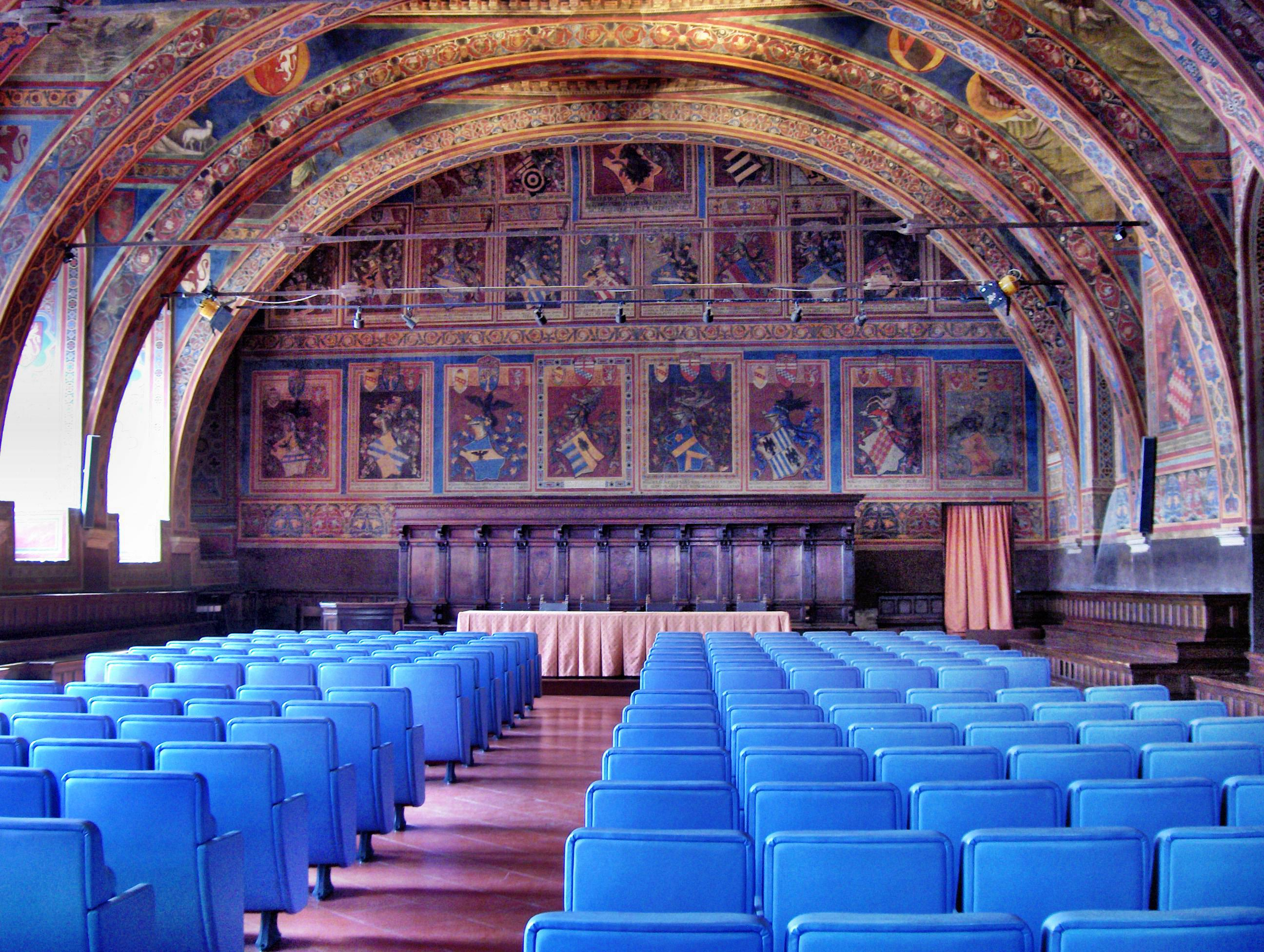
Sala dei Notari